# 588.º Regimiento de Bombarderos Nocturnos
El 588.º Regimiento de Bombarderos Nocturnos (ruso: 588-й ночной легкобомбардировочный авиационный полк), conocido por las tropas alemanas con el apodo de «Brujas de la Noche» (en alemán: Nachthexen, en ruso: Ночные ведьмы; Nochnye vedmy) fue una unidad de bombardeo de la Unión Soviética que estuvo activa desde 1942 hasta la finalización de la Segunda Guerra Mundial, y estaba formada exclusivamente por aviadoras militares. El 8 de febrero de 1943, el 588.º Regimiento de Bombardero Nocturno recibió el rango de Guardias y pasó a llamarse 46.º Regimiento de Bombarderos Nocturnos de la Guardia (en ruso: 46-й гвардейский ночной бомбардировочный авиационный полк), y un poco más tarde recibió el nombre honorífico de «Taman» por su destacada actuación durante los duros combates aéreos en la península de Tamán, en 1943 (véase Batalla del cruce del Kubán)
Aunque en un primer momento las mujeres estaban excluidas del combate, gracias al trabajo y la presión ejercidas por la coronel Marina Raskova, se emitió una orden el 8 de octubre de 1941 para desplegar tres unidades aéreas femeninas, incluyendo el regimiento 588.º. Creado por la susodicha  coronel Marina Raskova y liderado por la mayor Yevdokía Bershánskaya, estaba formado completamente por mujeres voluntarias cercanas a los veinte años de edad.

## Tácticas y equipo
La estrategia utilizada por el 588.º era el hostigamiento, realizando bombardeos nocturnos a los campamentos donde el ejército alemán se encontraba descansando y sus alrededores. El efecto psicológico que producía en el ejército y la inseguridad en las filas era absolutamente eficaz. Llegó a componerse de 40 tripulaciones, cada una de ellas formada por dos aviadoras. Realizaron más de 23000 vuelos de combate y descargaron 3000 toneladas de bombas. Fue la unidad femenina más condecorada de la Fuerza Aérea Soviética. Cada piloto pudo haber volado en más de 1100 misiones hasta la finalización de la guerra y veintitrés de sus componentes llegaron a obtener el título de Héroe de la Unión Soviética. Treinta de sus miembros murieron durante el combate.
El avión utilizado para realizar sus misiones era un biplano Polikarpov Po-2, diseñado en 1928 y destinado en principio para ser utilizado como avión de entrenamiento y para fumigación. Hasta la fecha actual es el biplano del que más unidades se han fabricado en la historia de la aviación. Podían llevar solamente dos bombas cada vez, por lo que era necesario realizar varias incursiones durante la noche. Aun siendo lentos y no apropiados para la tarea, las pilotos demostraron tener una habilidad excepcional para manejarlos gracias a su maniobrabilidad. Una de sus principales ventajas era que la velocidad máxima que podían alcanzar era menor a la velocidad mínima que los aviones alemanes debían mantener para evitar entrar en pérdida, como por ejemplo el Messerschmitt Bf 109 o el Focke-Wulf Fw 190. En consecuencia, los pilotos alemanes tuvieron muchísimas dificultades para derribarlos. Esta característica del biplano permitía navegar con el motor al ralentí cerca de su objetivo y planear antes de lanzar las bombas. Los soldados alemanes comparaban el susurro del motor con el de un palo de escoba surcando el cielo, por lo que nombraron a las pilotos «Brujas de la noche». Estas aviadoras carecían de paracaídas, debido al considerable peso de las bombas y la baja altura a la que volaban con sus biplanos.

## Principales componentes del Regimiento

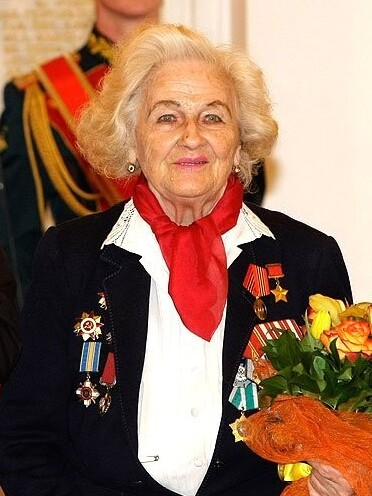
La mayor Nadezhda Popova en 2009

### Comandantes
- Yevdokía Bershánskaia - comandante del regimiento
- Serafima Amósova - Comandante Adjunta del regimiento
- Yevdokía Rachkévich – comisaria política
- Irina Rakobólskaya - jefa de Estado Mayor
- Valentina Stúpina y más tarde Jiuaz Dospánova - jefa de comunicaciones

### Heroínas de la Unión Soviética[5]
- Raísa Aronova - comandante de vuelo (capitán)
- Vera Bélik †- navegante[6]
- Marina Chechneva, Comandante del Escuadrón
- Rufina Gásheva, Navegante
- Polina Gelman, Navegante
- Antonina Judiakova, Comandante Adjunta del escuadrón
- Larisa Litvínova, Navegante
- Tatiana Makárova †, Comandante de vuelo (capitán)
- Natalia Meklin, Comandante de vuelo (capitán)
- Yevdokía Nikúlina, Comandante de escuadrón
- Yevdokia Nosal †, Comandante Adjunta de escuadrón
- Zoya Parfionova, Comandante Adjunta de escuadrón
- Yevdokía Paskó, Navegante
- Nadezhda Popova, Comandante de escuadrón (mayor)
- Nina Raspopova, Comandante de vuelo (capitán)
- Yevguenia Rúdneva  †, Navegante
- Yekaterina Riábova, Navegante
- Olga Sanfirova †, Comandante de escuadrón (capitán)
- Irína Sebrova, Comandante de vuelo (capitán)
- Maguba Sirtlanova, Comandante Adjunta de escuadrón
- María Smirnova, Comandante de escuadrón
- Nina Ulianenko, Navegante
- Evgenia Zhigulenko, Navegante

### Heroínas de la Federación de Rusia
- Alexandra Akimova, navegante
- Tatiana Sumarokova, navegante

### Heroínas de Kazajistán
- Jiuaz Dospánova, navegante y posteriormente Jefa de comunicaciones

## Unidades compuestas exclusivamente por mujeres
El 8 de octubre de 1941, la Orden número 0099 específica la creación de tres regimientos aéreos formados íntegramente por mujeres. Todo el personal, desde los técnicos hasta los pilotos, estaría compuesto en su totalidad por mujeres. Esta unidad militar fue denominada temporalmente 122.º Cuerpo de Aviación mientras recibía entrenamiento en la ciudad de Engels, al este de Moscú. Una vez concluido su entrenamiento, los tres regimientos recibieron las siguientes denominacionesː
- El 586.º Regimiento de Combate Aéreo (586 IAP/PVO).
- 587.º Regimiento Aéreo de Bombarderos (587 BAP), (más tarde rebautizado como 125.º Regimiento Aéreo de Bombarderos de la Guardia)
- 588.º Regimiento de Bombardeo Nocturno, (más tarde rebautizado como 46.º Regimiento Aéreo de Bombarderos Nocturnos de la Guardia Taman):

Durante ese primer periodo de la batalla contamos con muy poca ayuda aérea. Nuestra Fuerza Aérea sólo podría salir por las noches, y aún entonces sólo con unos biplanos de contrachapado lentos como las últimas gotas de té del samovar. Esos ruidosos biplanos lanzaban provisiones, volaban en círculos y bombardeaban a los alemanes y a sus aliados(...) Sus pilotos eran mujeres, valientes muchachas soviéticas.

(Vasili Záitsev. Francotirador. Batalla de Stalingrado. Otoño de 1942)
“Nos era simplemente incomprensible que los pilotos soviéticos que nos daban tantos problemas eran, de hecho,... mujeres. Estas mujeres no le temían a nada: venían noche tras noche, en sus destartalados aviones, impidiéndonos dormir…”

(Johannes Steinhoff. As de combate alemán)

## Misiones

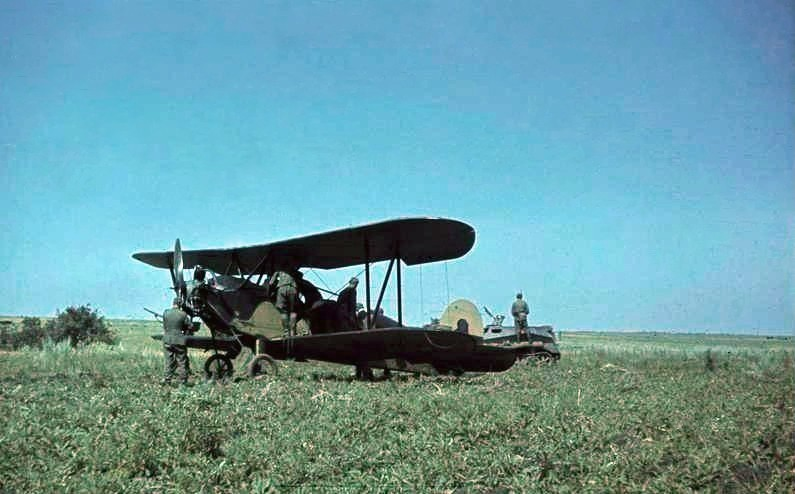
Un Po-2 abandonado en Ucrania, posteriormente capturado por los alemanes en 1941. Este era el tipo de aeronaves en las cuales el 588.º Regimiento voló más de 24 000 misiones.

En el transcurso de la guerra, el regimiento realizó 23 672 salidas, relacionados en la siguiente lista:
- Batalla del Cáucaso - 2920 salidas
- Batalla del cruce del Kubán, Taman, Novorossiysk - 4623 salidas
- Ofensiva de Crimea - 6140 salidas
- Operación Bagratión - 400 salidas
- Ofensiva del Vístula-Óder  - 5421 salidas
- Ofensiva de Prusia Oriental  - 2000 salidas.

Los intervalos entre cada salida duraban entre 5 y 8 minutos, a menudo por la noche. Cada tripulación realizaba entre seis y ocho salidas al día durante el verano y de diez a doce salidas durante el invierno.
La duración total de los vuelos realizados fue de 28 676 horas o 1191 días en total.
En total se lanzaron 2 902 980 kg de bombas de las cuales, 26 000 eran bombas incendiarias. Según estadísticas aproximadas del regimiento, fueron destruidos y dañados: 17 puentes, trenes, 2 estaciones de ferrocarril, 46 depósitos, 12 tanques de combustible, 1 avión, 2 barcazas, 76 coches, 86 puntos de disparo y 11 proyectores. Además de los bombardeos, la unidad realizó 155 misiones de suministro de alimentos y municiones a las fuerzas soviéticas.